# ایستگاه راه‌آهن دهلی نو
ایستگاه راه‌آهن دهلی نو (انگلیسی: New Delhi railway station) ایستگاه اصلی شهر دهلی نو، هند است که در سال ۱۹۲۶ تاسیس شده و به راه‌آهن سراسری هند و راه‌آهن حومه دهلی متصل است.

## نگارخانه

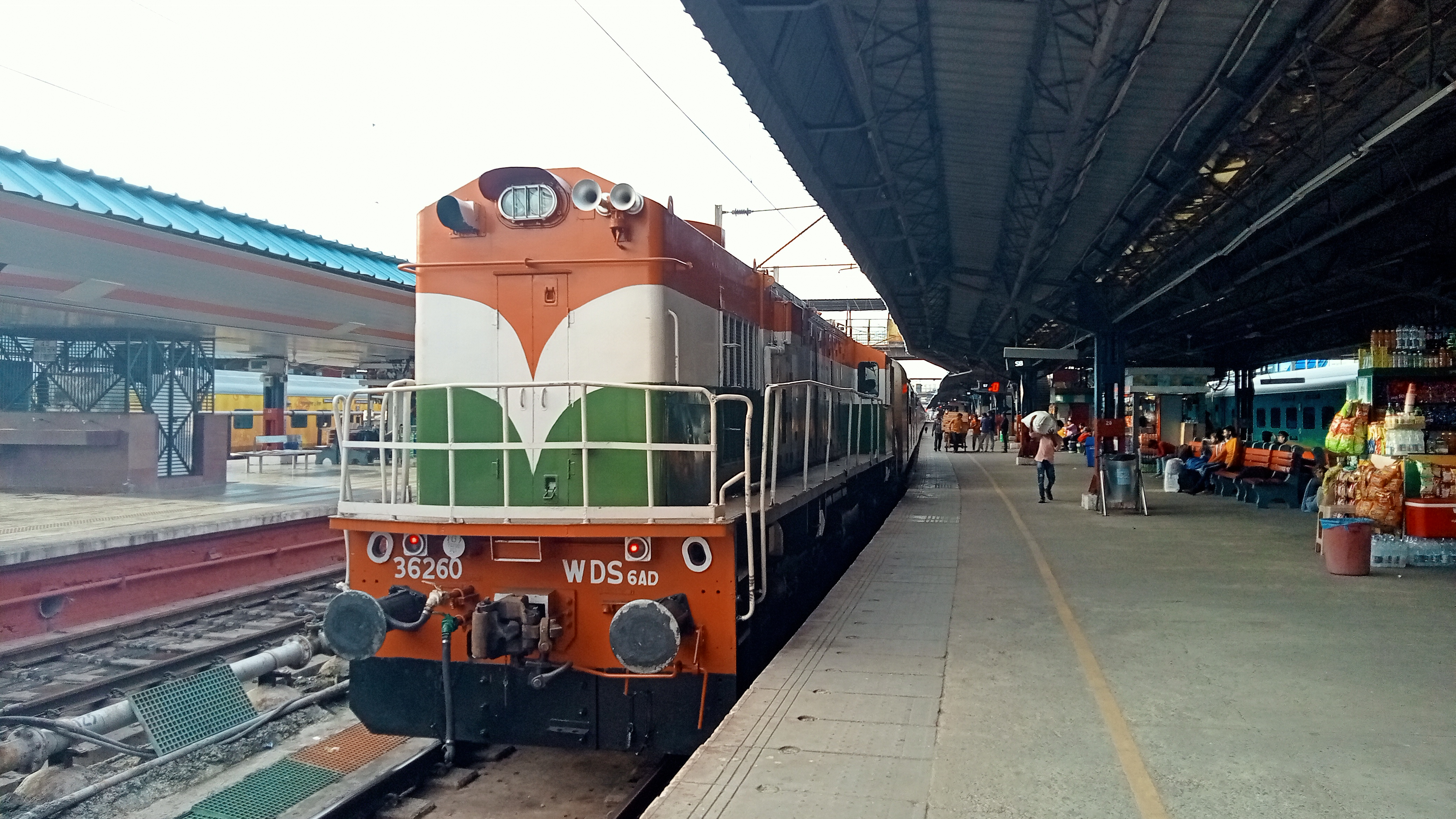
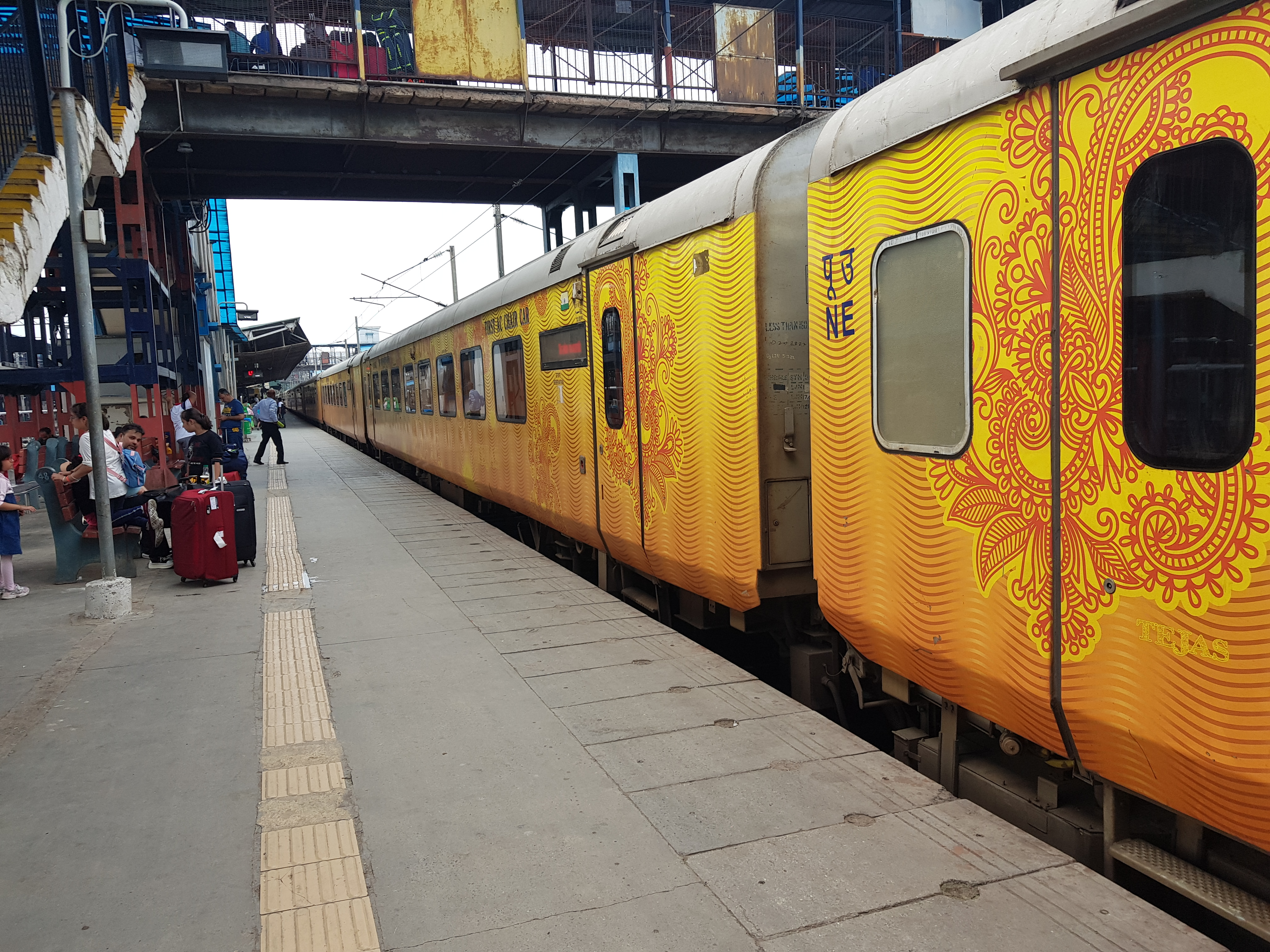
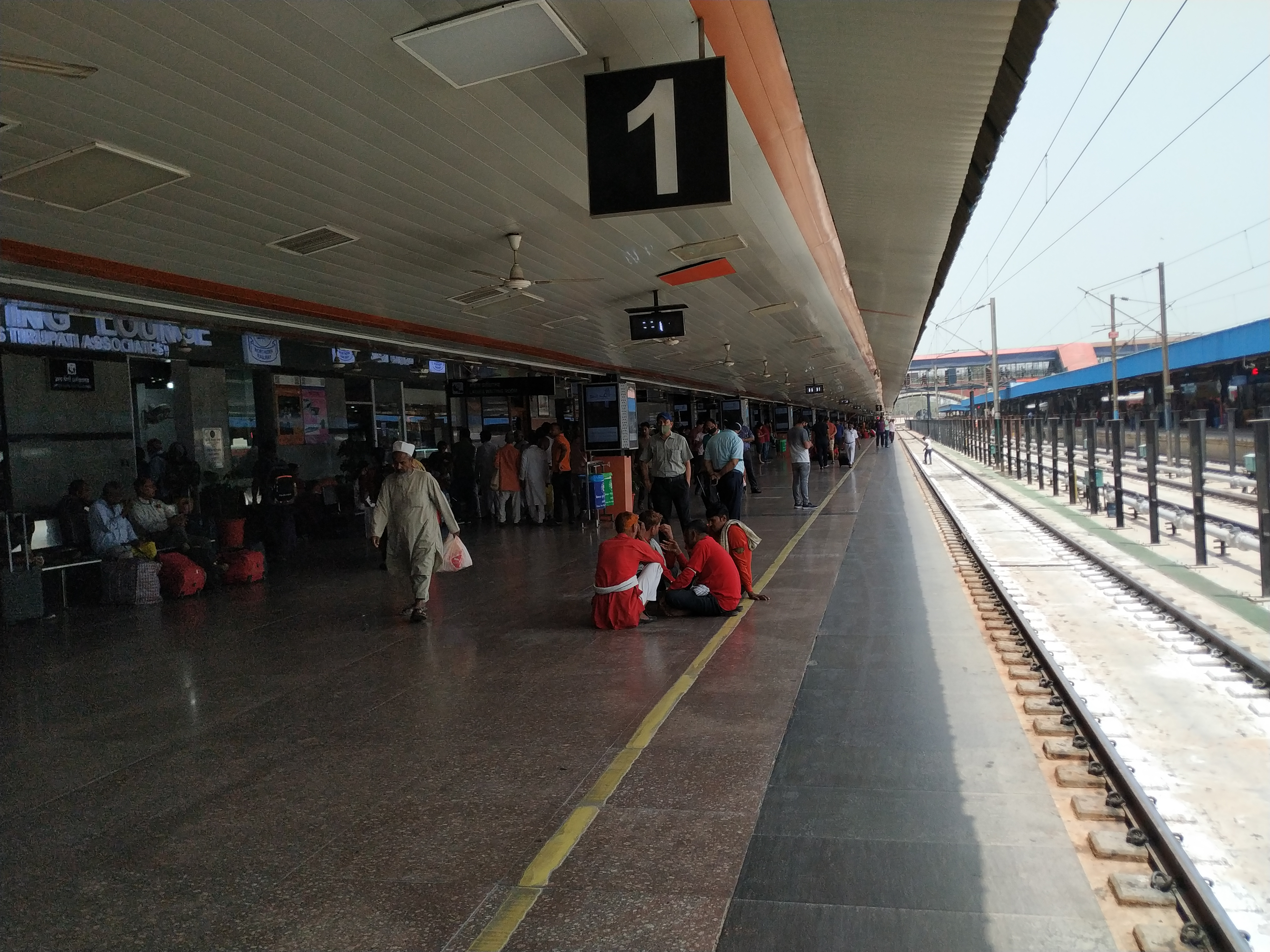